# Glossophaga
Glossophaga is een geslacht van zoogdieren uit de familie van de bladneusvleermuizen van de Nieuwe Wereld (Phyllostomidae). De wetenschappelijke naam van het geslacht werd in 1818 gepubliceerd door Étienne Geoffroy Saint-Hilaire.

## Soorten
Er worden 9 soorten in dit geslacht geplaatst:
- Glossophaga antillarum Rehn, 1902
- Glossophaga bakeri Webster & J. K. Jones, 1987
- Glossophaga commissarisi A. L. Gardner, 1962
- Glossophaga leachii (J. E. Gray, 1844)
- Glossophaga longirostris G. S. Miller, 1898
- Glossophaga morenoi L. Martínez & Villa-Ramírez, 1938
- Glossophaga mutica C. H. Merriam, 1898
- Glossophaga soricina (Pallas, 1766) – Kleine langtongvleermuis
- Glossophaga valens G. S. Miller, 1913